# وصف وظيفة

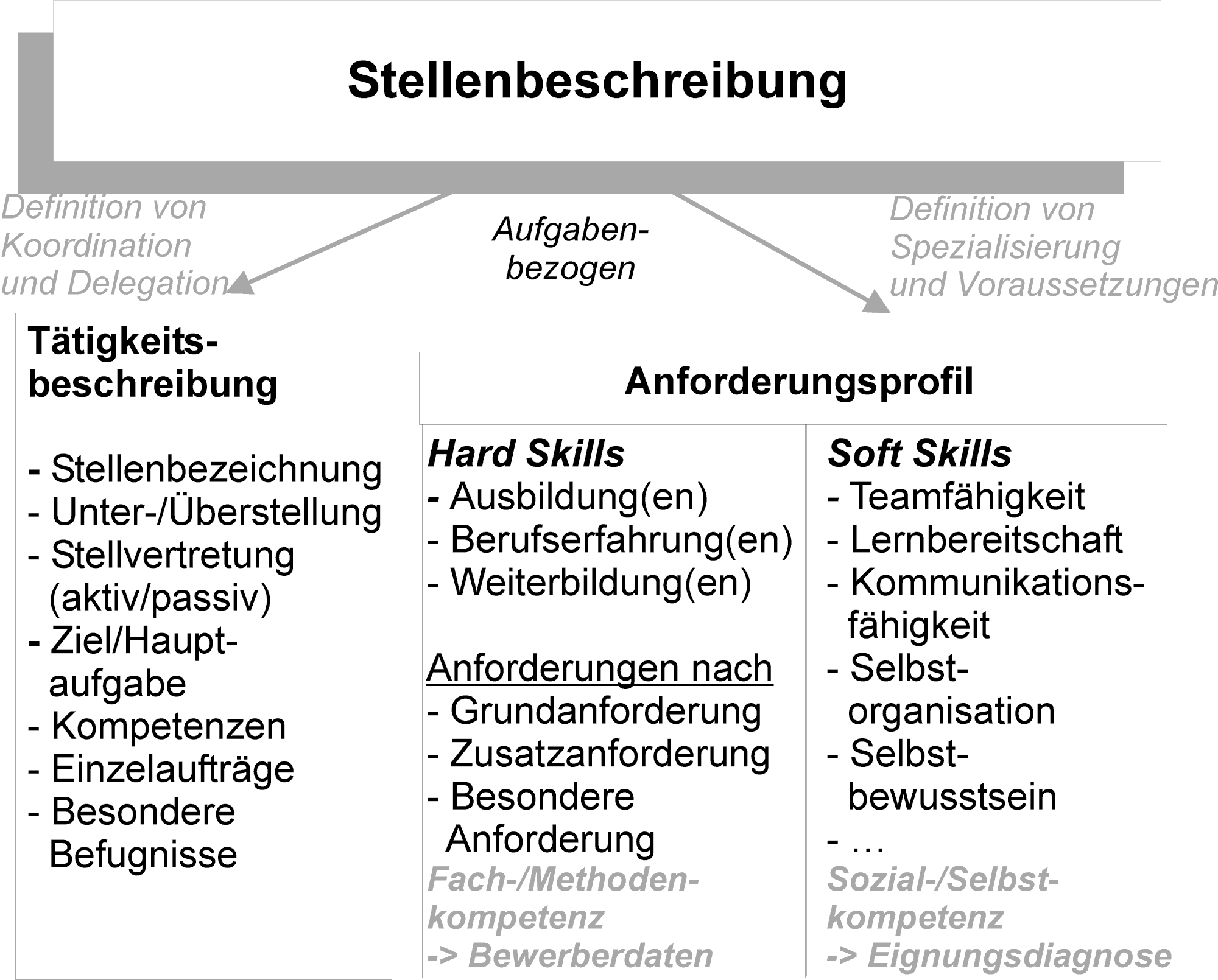

وصف الوظيفة أو العمل أو الشاغر أو الشغلة أو توصيف الوظائف هو وثيقة تعدها الشركات لكل وظيفة على هيكل تنظيمي، بحيث يتضح في وصف الوظيفة مجموعة عناصر هامة مثل:
- اسم أو لقب الوظيف،
- مكان العمل
- المسؤول المباشر
- رقم الوظيفة
- تاريخ استحداث المنصب الشاغر
- الإدارة التي يقع بها الشاغر
- واجبات الوظيفة التي يناقشها وصف الوظيفة المعني،
- الاهلية أو المؤهلات التي يجب أن يتمتع بها صاحب الوظيفة والمؤهلات العلمية و التدريبية المطلوبة من صاحب الوظيفة.

ويختلف اٍعداده من مؤسسة إلى أخرى في طريقة اعداد وصف الوظيفة، ولكنها جميعا تجتمع على ان تكون العناصر المذكورة اعلاه، أو معظمها، متوفرة في الوصف الذي يُعَدّ لكل وظيفة في الشركة.
وفي العادة، يكون وصف الوظيفة جاهزا قبل الإعلان عن الوظيفة، وتتم مقابلة طالبي الوظائف على أساس من مكونات وصف الوظيفة الموجود لدى إدارة الموارد البشرية، وتكون هذه الوصوفات جزءا من دليل الشركة المنظمة الدولية للمعايير الإجرائي (procedural guide) الذي يشتمل أنظمة العمل وسياسات الشركة.
ولا تتشابه وصوفات الوظائف لنفس الوظيفة عند كل الشركات، حيث ان كل شركة لها انشطتها الخاصة، ولها طبيعتها الخاصة، ولها توزيع الواجبات الخاص بها، لذلك ليس من السهل تطبيق نفس وصف الوظيفة لوظيفة مدير شؤون العاملين على كافة مدراء شؤون العاملين في كل الشركات شركة، وان كانت هناك مهما وواجبات مشتركة بين كافة مدراء شؤون العاملين في كافة شركات الأعمال.

## الغرض
الهدف من وصف الوظيفة هو أن يكون هناك مخطط واضح لكل من الواجبات والمسؤوليات لجعل عملية مباشرة ومركزة قدر المستطاع.
توصيف الوظائف قد يتضمن العناصر التالية:
- تحسين التعاون من خلال منح جميع أعضاء الشركة رؤية عام عن المهام الوظيفية لديهم
- إمكانية التدرج الوظيفى داخل الشركة
- تحديد مبلغ نظير كل وظيفة
- زيادة النتائج حسب مواصفات المسؤوليات ومؤشرات الأداء الرئيسية
- الارتقاء الوظيفى تبعاً للكفاءات
- ويمكن أن تشمل عبارة "أداء الواجبات كما كُلِفت بها"

## وصف وظيفي لبنود محتملة
الخدمات اللوجستية والمشتريات

### المسمى الوظيفي
التعيين في وظيفة محددة داخل الشركة، تقترن عادة بوصف الوظيفة التي من شأنها إيضاح تفاصيل المهام والمسؤوليات التي تذهب معها. مع ظهور محركات البحث عن الوظائف على الإنترنت، مسمى الوظائف أصبح ذا أهمية كبيرة. في كثير من الحالات، يؤدي ذلك إلى تضخم المسمى الوظيفى.

### ملخص الوظيفة
على سبيل المثال، ذلك يشبه رجل الصيانة ولكن يجب أن يكون مخولاً ومصدقاًً للعمل في الولايات المتحدة، 
يحتاج إلى مساعدة في التراخيص، والمصارف، والتسريبات، البراد/مربع الجليد
أي نوع من المساعدة في مجال الكهرباء!

### واجبات الوظيفة
يمكن تسميتها بالمهام التي أُنْجِّزَت، قد تكون طويلة وذلك لوصف كل واجب ضروري أو مسؤولية التي تتضمن وظائف هذا الموظف، بدءاً من الواجبات الرئيسية.

### الوظائف والمسؤوليات
هذا يشمل مستوى إشرافي، ومتطلبات إدارية، وأية علاقات جارية.

### مواصفات الوظيفة أو المؤهلات
يجب أن يكون لديك رخصة للعمل في هذا المجال كالتعليم، وأن تكون على مستوى الخبرة.

### المهارات المهنية
تصف بالتفصيل ما يكفي عن القدرات الرئيسية والخبرات التي ستكون مطلوبة من أماكن أخرى سابقة للسماح بالتوظيف مجدداً وأداء واجبات الوظيفة من أول يوم.

### الرواتب والمنافع
ويصف نظام الدفع، هل كل ساعة أم الراتب، ومبلغ محدد. ويشمل ذلك المزايا القياسية وأي مزايا إضافية مرتبطة بهذا المنصب.